# 宝安公路
宝安公路，是位于上海市的一条公路，被编为上海省道322的一部分。该道路东起宝山区杨行镇蕰川路，西过嘉定区安亭镇上海绕城公路互通，至外青松公路。经过上海市宝山区、嘉定区等行政区，全长34.73公里，以宝山区、安亭镇取首字得名。

## 歷史
道路原名广安公路。1959年，嘉定马陆境内修建了3米宽的碎石煤屑路面。1971年，增修5米宽的碎石路面。1974年，道路拓宽为6米的渣油路面。1976年再度增修，1978年完工。1983年，道路再度增修。1991年9月拓宽。1992年5月，马陆至寶山广福段开工。1993年6月，马陆至安亭段開工。1994年10月，道路西延伸至墨玉路。1996年，道路中段拓寬。

## 主要交会道路（东向西）
- 蕰川公路接宝杨路
- 富长路
- 潘泾路
- 沪太公路
- 陆翔路
- 沪崇高速
- 浏翔公路
- 朱宝路/澄浏公路
- 沪嘉高速
- 沪宜公路
- 胜辛南路/胜辛路
- 安辰路（ 沈海高速）
- 安晓路
- 嘉松北路
- 百安公路
- 墨玉路/墨玉北路
- 新源路（ 上海绕城高速）
- 外青松公路

## 轨道交通
- 陆翔路口：7刘行站
- 蕰川公路口：1宝安公路站